# Clinostigma exorrhizum
Clinostigma exorrhizum là loài thực vật có hoa thuộc họ Arecaceae. Loài này được (H.Wendl.) Becc. mô tả khoa học đầu tiên năm 1935.